# L'Homme armé
L'Homme armé est une chanson française profane antérieure à la Renaissance. C'est une mélodie extrêmement populaire qui a été souvent réutilisée par les compositeurs pour mettre en musique l'ordinaire de la messe. Plus de quarante œuvres de cette époque portent le nom de Missa L'homme armé.

## Histoire
Il existe plusieurs théories quant à l'origine et la popularité de cette chanson. Certains musicologues ont fait l'hypothèse que l'homme armé est l'archange St Michel, et c'est ainsi que le compositeur Johannes Regis (c.1425 – c.1496) semble l'entendre dans son Dum sacrum mysterium/Missa l'homme armé (entre 1462 et 1467), qui utilise la mélodie en incorporant dans l'œuvre d'autres textes musicaux et des éléments de cantus firmus en plain-chant en l'honneur de l'archange.
D'autres critiques pensent qu'il s'agit simplement de l'enseigne d'une taverne de Cambrai, la maison de l'homme armé, qui se trouvait près de l'endroit où habitait Guillaume Dufay.
La chanson pourrait également être un appel à une nouvelle croisade contre les Turcs. On a la preuve que cette chanson avait une importance spéciale pour l'ordre de la Toison d'or. L'apparition de la chanson coïncide avec la chute de Byzance devant l'empire ottoman en 1453, événement traumatisant pour l'Europe. Des musiciens tels que Guillaume Dufay ont d'ailleurs composé des Lamentations pour déplorer l’événement. Il est également possible que la chanson soit le produit d'un enchaînement de ces facteurs, si l'on considère le mouvement d'opinion qui balaie l'Europe du nord et du centre en appelant à une riposte armée contre les Ottomans.
Une théorie récente voit dans la chanson une synthèse du cri de la rue et de l'appel aux armes sonné à la trompette, synthèse qui date peut-être de la fin du XIVe siècle étant donné sa métrique[source insuffisante].

## Réemploi dans la musique sacrée
L'Homme armé est resté très connu parce que les compositeurs de la fin du Moyen-Âge et de la Renaissance l'ont utilisé comme cantus firmus pour mettre en musique les textes latins de l'ordinaire de la messe. Plus de quarante exemples nous sont parvenus. De nombreux compositeurs ont écrit au moins une messe qui utilise cette mélodie, mais on en connaît au moins deux écrites par Josquin des Prez : Missa "L'homme armé" super voces musicales et Missa "L'homme armé" sexti toni qui figurent parmi les plus célèbres. On peut également citer celle de Johannes Tinctoris (Missa "Cunctorum plasmator summus"). Pierre de La Rue, Cristóbal de Morales et Giovanni Pierluigi da Palestrina ont eu plusieurs fois recours à cette chanson. Un cycle de six messes, anonymes mais sans doute d'une même main, se trouve dans un manuscrit napolitain offert à Béatrice d'Aragon, contenant une anthologie des morceaux de musique préférés de Charles le Téméraire[source insuffisante].
Si l'on trouve encore des exemples au XVIIe siècle, dont une messe de Carissimi, la majorité des messes de l'Homme armé datent des années 1450 à 1510.
Un des réemplois les plus anciens de l'air est sans doute Il sera pour vous conbatu/L'homme armé attribué à Robert Morton, que les références historiques contenues dans le texte permettent de dater des environs de 1463. On connaît une version anonyme pour trois voix peut-être antérieure et qui figure dans le chansonnier Mellon conservé à la bibliothèque de l'université Yale. En 1523, Pietro Aron publie un traité intitulé Thoscanello dans lequel il propose le nom d'Antoine Busnois comme compositeur de l'œuvre (vers 1468). S'il existe bien des similitudes stylistiques avec l'œuvre connue de Busnois rendant cette hypothèse plausible, aucune source ne vient corroborer les affirmations d'Aron qui écrit environ soixante-dix ans après la première apparition de la mélodie. Richard Taruskin défend la position selon laquelle Busnois (vers 1468) serait le premier à avoir composé une messe en utilisant cette mélodie, mais la plupart des musicologues pensent que ce titre revient à Guillaume Dufay (vers 1461). Parmi les compositeurs qui ont écrit une messe de l'homme armé dans les années 1450, on peut citer Guillaume Faugues, Johannes Regis, et Johannes Ockeghem (vers 1461).
La mélodie se prête particulièrement bien au contrepoint. Les lignes sont clairement délimitées et il existe plusieurs possibilités pour la transcrire sous forme de canon. Inversement, il est très facile de démêler la mélodie du contrepoint.

### Œuvres

#### Messes
- Guillaume Dufay (c. 1400-1474), Missa "L'homme armé" (vers 1461)
- Johannes Ockeghem (c. 1420-1497), Missa "L'homme armé" (vers 1461)
- Antoine Busnois (c. 1430-1492), Missa "L'homme armé" (vers 1468)
- Guillaume Faugues,
- Johannes Regis (c. 1425-1496), Missa "L'homme armé" (deux fois, dont une perdue)
- Johannes Tinctoris (c. 1430-1511), Missa "Cunctorum plasmator summus"
- Firminus Caron, Missa "L'homme armé"

#### Vers 1500
- Josquin des Prés (c. 1450-1521)
  - Missa "L'homme armé" super voces musicales
  - Missa "L'homme armé" sexti toni
- Jacob Obrecht (1450-1505),
- Loyset Compère
- Bertrandus Vaqueras
- Philippe Basiron
- Antoine Brumel
- Marbrianus de Orto, "Missa L'homme armé"

#### Après 1500
- Matthaeus Pipelare (c. 1450-c.1515) "Missa L'homme armé", pour 4 & 5 voix d'hommes
- Pierre de La Rue (c. 1460-1518), Missa "L'homme armé" (deux fois)
- Cristóbal de Morales (1500-1553), Missa "L'homme armé" (deux fois)
- Francisco de Peñalosa,
- Vitalis Venedier,
- Francisco Guerrero,
- Ludwig Senfl (c. 1486-1543),
- Giovanni Pierluigi da Palestrina (1525-1594), (deux fois)

#### XVIIesiècle
- Giacomo Carissimi (1605-1674)

#### Chants
- Robert Morton, Il sera par vous / L'homme armé

## Époque contemporaine
Les compositeurs continuent à se référer à cette chanson dans laquelle ils trouvent une source d'inspiration spirituelle ou thématique.
- 1968 – Peter Maxwell Davies, Missa super l'homme armé (révisée en 1971)[7].
- 1969 – Helmut Eder, Concerto pour orgue sur « L'homme armé ».
- 1976 – Poul Ruders, Variations Bravour-Studien pour violoncelle.
- 1991 – Frederic Rzewski, Sonate pour piano.
- 1993 – Paulo Costa Lima, Atotô L'homme armé pour orchestre de chambre, opus 39
- 1994 – L'œuvre de Dufay est le thème central du film de Jacques Rivette, Jeanne la Pucelle interprété par les ensembles Hespèrion XXI et La Capella Reial de Catalunya, sous la direction de Jordi Savall.
- 1999 – Karl Jenkins, The Armed Man: A Mass for Peace
Jenkins ajoute à la tradition multi-séculaire une messe au titre en oxymore, initialement dédiée à la mémoire des victimes de la guerre du Kosovo. Elle est composée en 1999 pour répondre à une commande des armureries royales britanniques qui fêtent le millième anniversaire de leur création. Elle se compose de 13 pièces. Elle exprime la montée de la peur, la construction d’un conflit et l’avènement d’espoir pour l’avenir. C’est une ode à la paix. Cette œuvre atteint l’universalité par un choix de textes de diverses époques, de divers pays et de diverses religions : des textes d’origine islamique (l'Adhan, l’appel à la prière), biblique (des psaumes), chrétienne (l’ordinaire de la messe), ainsi que des textes de Rudyard Kipling, d’Alfred Tennyson ou encore d’un survivant d’Hiroshima[8]. L’œuvre défend les valeurs d’humanisme. Le thème apparaît dans le premier et le dernier mouvement[9].
- 2001, le groupe de néofolk italien Camerata Mediolanense sort une version de L'Homme armé sur l'opus L'Alfiere.
- 2003 — Christopher Marshall, L'Homme armé : Variations pour ensemble à vents.
- 2014 – Christophe Looten, Missa super « l'Homme désarmé », pour la paix dans le monde, pour 5 voix et 2 percussions (commande de Radio-France). On retrouve dans l’Agnus Dei la tête du thème de la chanson en ordre droit, puis contraire.
- 2016 – Marc-André Hamelin, Toccata sur « L'homme armé » (terminée le 29 décembre 2016). L'œuvre, publiée chez Édition Peters (EP68577), est une commande pour l'édition 2017 du Concours international de piano Van-Cliburn.
- 2019 -  Joël Jarventausta, compositeur finlandais, "Ripped Tapestry"  composition imaginée sur le thème de l’Homme Armé. Premier prix au concours de composition 2019 de l’orchestre national d’île de France  [10]